# Histioea inferioris
Histioea inferioris là một loài bướm đêm thuộc phân họ Arctiinae, họ Erebidae.